# Bernadette McIntyre
Bernadette McIntyre, née en février 1958, est la 24e lieutenante-gouverneure de la Saskatchewan. Elle est nommée par le premier ministre du Canada, Justin Trudeau, le 6 décembre 2024. McIntyre prête serment le 31 janvier 2025 à l'édifice de l'Assemblée législative de la Saskatchewan, succédant au lieutenant-gouverneur Russell Mirasty. 
Fille d'une enseignante et d'un fermier, McIntyre passe sa jeunesse à Bethune, en Saskatchewan.
Avant de devenir lieutenante-gouverneure, elle occupe le poste de présidente-directrice générale de l'Autorité du Centre Wascana et des postes chez Saskatchewan Government Insurance. À titre bénévole, elle organise aussi plusieurs événements majeurs curling. Elle est intronisée au Temple de la renommée des sports de la Saskatchewan en 2023.